# سامسونگ اس‌جی‌اچ-ئی۷۴۰
سامسونگ اس‌جی‌اچ-ای۷۴۰ یک‌نمونه از گوشی‌های تلفن همراه سری E شرکت سامسونگ می‌باشد  که توسط همین شرکت به بازار عرضه شده‌است.